# Culicoides defoliarti
Culicoides defoliarti är en tvåvingeart som beskrevs av Atchley och Wirth 1979. Culicoides defoliarti ingår i släktet Culicoides och familjen svidknott. Inga underarter finns listade i Catalogue of Life.